# 514. pehotni polk (Wehrmacht)
Za druge 514. polke glejte 514. polk.
514. pehotni polk (izvirno nemško Infanterie-Regiment 514) je bil eden izmed pehotnih polkov v sestavi redne nemške kopenske vojske med drugo svetovno vojno.

## Zgodovina
Polk je bil ustanovljen 4. februarja 1940 kot polk 8. vala pri Döbelnu iz delov 101. in 173. pehotnega polka; polk je bil dodeljen 294. pehotni diviziji. 
15. oktobra 1940 je bil III. bataljon izvzet iz sestave in dodeljen 575. pehotnemu polku; bataljon je bil nadomeščen.
16. januarja 1942 je bil III. bataljon zaradi hudih izgub razpuščen in nadomeščen s I. bataljonom 327. pehotnega polka.
15. oktobra 1942 je bil polk preimenovan v 514. grenadirski polk.